# 陳秉彝 (道光進士)
陳秉彝，字星堂。江蘇元和縣（今屬蘇州市）人，清朝官員。

## 生平
道光二十七年（1847年）丁未科張之萬榜三甲進士，籖分知縣。官至甘肅候補知府。